# SŽD-Baureihe ВЛ40
Die SŽD-Baureihe ВЛ40 (deutsche Transkription WL 40) der Sowjetischen Eisenbahnen (SŽD) war eine vierachsige Elektrolokomotive für den Betrieb auf Magistralen mit Wechselstrom. Sie wurde für den schnellen Personenverkehr mit 160 km/h Höchstgeschwindigkeit entworfen und nur in zwei Exemplaren gefertigt. Die Lokomotiven waren keine Konkurrenz für die SŽD-Baureihe ЧС4 und kamen über den Versuchs- und Prototypenstatus nicht hinaus.

## Historie und Konstruktion
Die Elektrolokomotiven der Reihe ВЛ40 wurden in den 1960er Jahren in den Lokomotivfabriken Nowotscherkassk und Tiflis projektiert. Es entstand eine Einsektionslokomotive mit Einmotorenantrieb je Drehgestell, wie ihn auch die einige Jahre zuvor erschienene MÁV-Baureihe V43 erhalten hatte. Gebaut wurden von der Elektrolokomotivenfabrik Tiflis zwei Lokomotiven, diese besaßen eine Masse von 88 t mit tragender Karosserie und Drehgestellen von der Lokomotivfabrik Luhansk. 1966 erschien eine Lokomotive, die ВЛ40.002, 1969 die zweite Lokomotive, die ВЛ40.001.
Abgesehen von der geringen Masse, bestand das Hauptunterscheidungsmerkmal der ВЛ40 zu anderen Lokomotiven im Einmotorenantrieb (ein Traktionsfahrmotor je Drehgestell trieb zwei Achsen an), der Antrieb der Räderpaare jedes Drehgestells geschah über Kardan-Kupplungen und einseitige Achsgetriebe. Die Kräfte von den Drehgestellen auf die Karosserie wurde durch geneigte Kraftverbindungen übertragen. Die Leistung der Lokomotive betrug lediglich 3200 kW. Die elektrische Ausrüstung entsprach der Elektrolokomotive ВЛ80K, für die Steuerung besaß der Fahrschalter aber 33 Positionen zur Regulierung der Spannung und drei Stufen zur Schwächung der Anregung (69 %, 50 %, 40 %).
Das Schema der Hilfsmaschinen wurde völlig neu projektiert. Anstatt der Phasenspaltung wurde ein Phasenbewegungs-Transformator angewendet, der die Wechselstrommotoren speiste. Insgesamt gab es sechs Motoren für die Ventilation und zwei Motoren für die Kompressoren.

## Anwendung von Traktionsfahrmotoren bei den Versuchsmaschinen
| Elektrolok | Fahrmotor | Masse   | Polzahl | Stundenleistung     | Dauerleistung       |
| ---------- | --------- | ------- | ------- | ------------------- | ------------------- |
| ВЛ40.001   | TЛ-1M     | 8000 kg | 12      | 1600 kW bei 530/min | 1530 kW bei 550/min |
| ВЛ40.002   | ЭT-1600   | 6600 kg | 8       | 1600 kW bei 800/min | 1440 kW bei 895/min |

## Betrieb
Die Leistung der Lokomotive betrug lediglich 3200 kW. Durch das zunehmende Gewicht der Personenzüge zu der Zeit war dies aber nicht mehr ausreichend. Zu der Zeit begann schon die Auslieferung der sechsachsigen Reihe ЧС4 aus der Tschechoslowakei, mit denen die Lokomotiven nicht mithalten konnten. In diesem Zusammenhang gingen die Lokomotiven nicht in die Serienfertigung.
Beide Lokomotiven gingen noch in die Kraft-Energie-Überprüfung bei den Elektrolokomotivenfabrik Nowotscherkassk. Ob sie danach noch eingesetzt wurden, geht aus der Literatur nicht hervor. Ausmusterungsdaten sind nicht bekannt, erhalten wurde kein Exemplar.